# Girlande mit Landschaft

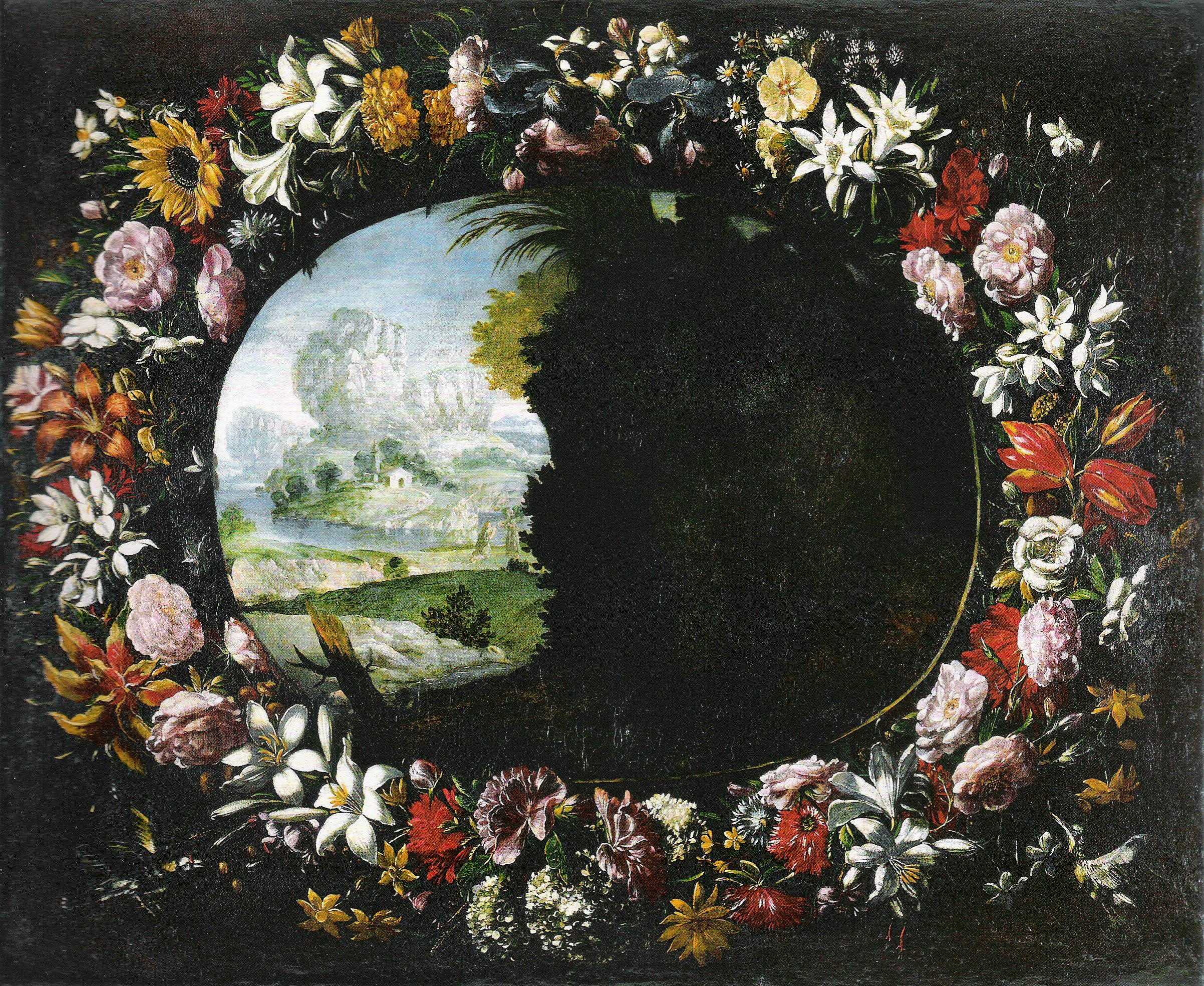
Girlande mit Landschaft
Juan van der Hamen y León, 1628
85 cm × 107 cm
Öl auf Leinwand
Hood Museum, Dartmouth College, Hanover, NH

Girlande mit Landschaft ist der Titel von zwei 1628 entstandenen Gemälden des spanischen Malers Juan van der Hamen y León. Die beiden 85 cm × 107 cm großen, in Öl auf Leinwand gemalten Bilder sind zur selben Zeit entstanden und teilen alle ihre Entwicklungsstadien. Sie sind ein Experiment van der Hamens mit der Verbindung von Stilllebenelementen mit einer anderen Bildgattung und stellen die Einführung der Girlande in die spanische Malerei dar. Beide Gemälde machten eine wechselvolle Geschichte mit vielen Veränderungen durch und befinden sich nun in restaurierten Fassungen im Hood Museum, Dartmouth College, Hanover, NH und im Meadows Museum, Southern Methodist University, Dallas.

## Beschreibung
Beide Gemälde zeigen jeweils einen aus verschiedenen Blumen komponierten Kranz, der eine Landschaft umschließt. Einige der in den Kränzen verwendeten Blüten sind Sonnenblumen, Schneeball, Pfingstrosen und Lilien. Die Landschaft im Bild des Hood Museums zeigt eine Flusslandschaft, die vom Licht durchflutet ist. Jenseits des Flusses befindet sich ein Dorf, das von schroffen Felsen überragt wird. Am diesseitigen Flussufer kniet ein Pilger vor einer Heiligenstatue. Die rechte Bildhälfte, die den Vordergrund der Landschaft zeigen würde, ist nicht erhalten und wurde in einem dunklen, erdigen Braunton übermalt. Das Gemälde im Meadows Museum zeigt eine bergige Landschaft mit einer Burganlage. Der Vordergrund wurde ebenso braun übermalt wie beim Pendant. Die Hintergründe der Landschaften beider Bilder sind mit starkem Einsatz von Bleiweiß gemalt, die Vordergründe basieren auf Erdfarben.

## Hintergrund

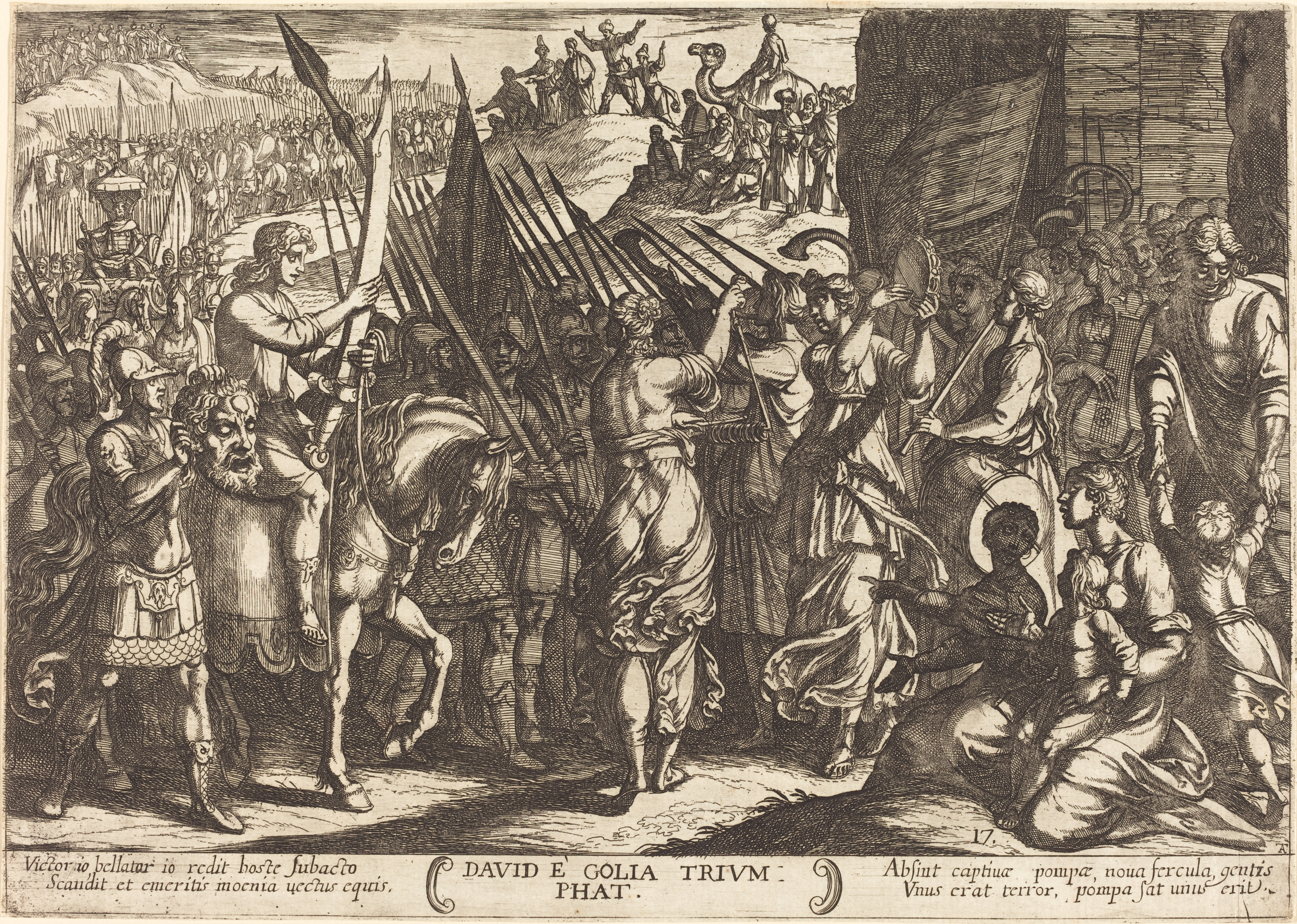
Antonio Tempesta, Triumph des David, Kupferstich, 1620er.

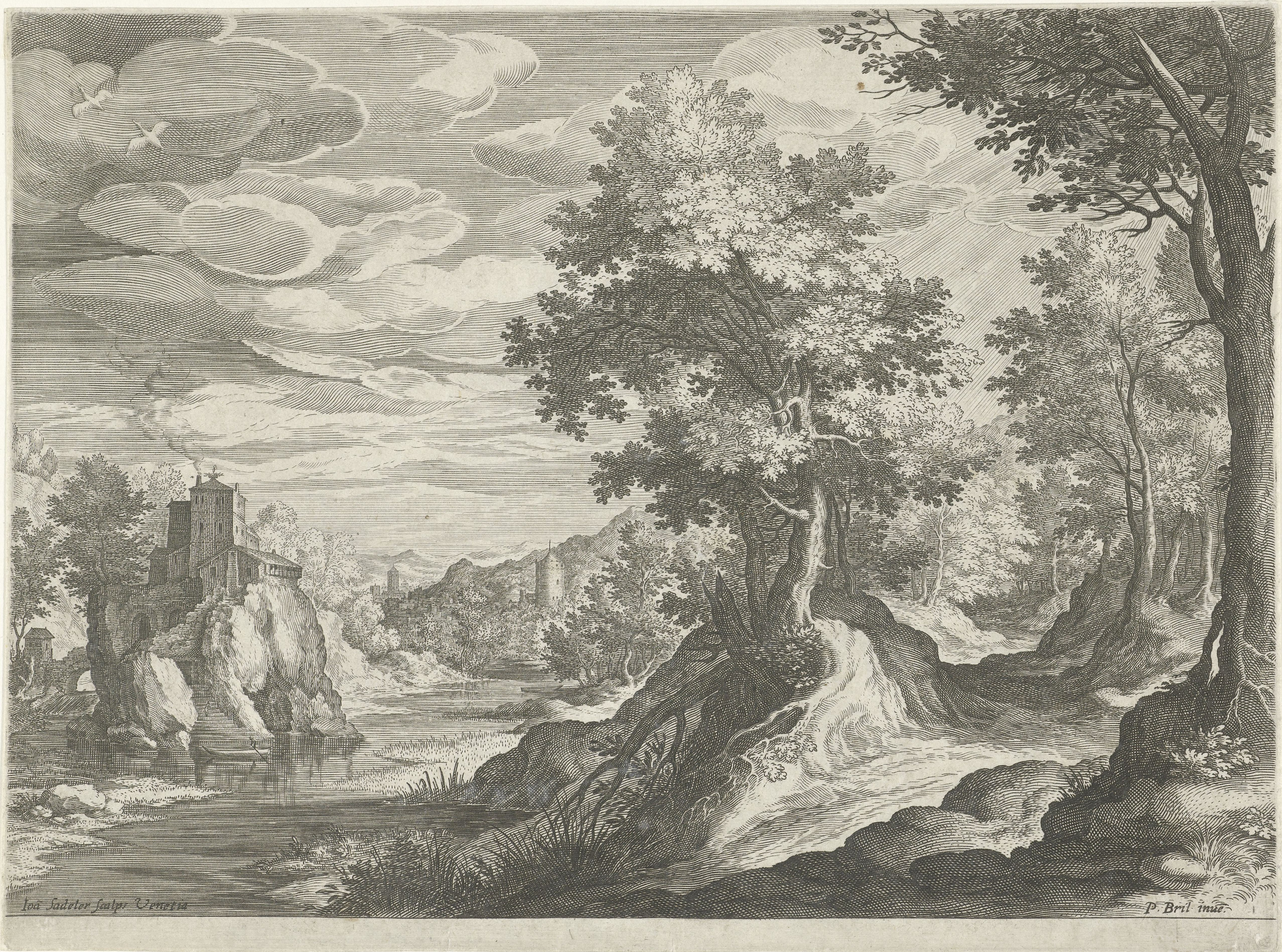
Johan Sadeler I., Landschaft, Kupferstich, 1620er.

Die beiden Girlanden mit Landschaft waren ein Versuch Juan van der Hamen y Leóns, das Stillleben mit anderen Bildgattungen zu verbinden. Er führte das Motiv der Girlande in die spanische Malerei ein, deren Kreisausschnitt motivisch gefüllt werden musste. Dieses Experiment lässt sich anhand der verschiedenen Entwicklungsstufen der Gemälde nachvollziehen, die zudem belegen, dass beide Bilder bereits von Anfang an als Paar konzipiert worden waren. Die beiden Blumenkränze weisen nur wenige Pentimenti auf, die umschlossene Bildfläche wurde von van der Hamen jedoch großen Veränderungen unterzogen. In der Röntgenuntersuchung sind unter den endgültigen Landschaftsmotiven zwei weitere zu erkennen. Diese großen Veränderungen lassen darauf schließen, dass Juan van der Hamen nach der richtigen Bildstrategie suchte.
Ursprünglich sollten zwei weibliche Heiligenfiguren die Kränze ausfüllen. Ihre Körper sind gedreht und ihre Köpfe geneigt und zeigen in entgegengesetzte Richtungen. Diese Anlage bestärkte, dass es sich bereits von den Planungen her um ein Bildpaar gehandelt hatte. Das Bild des Hood Museums zeigt eine Heilige mit dem Christuskind. An dessen Füßen liegen eine Dornenkrone und der Teil eines Rades, der vielleicht auf die Heilige Katharina von Alexandrien verweist. Die Heilige des Gemäldes im Meadows Museum hält einen nichtidentifizierbaren Gegenstand in den Händen, so dass über ihre Identifizierung keine Aussage getroffen werden kann. Es ist nicht bekannt, warum Jan van der Hamen diese Bildlösung verwarf, jedoch übermalte er die Heiligen mit einer dünnen grauen Farbschicht, auf die er dann neue Motive auftrug.
Bei den zweiten ausprobierten Motiven handelte es sich um Szenen aus dem Alten Testament. Das Gemälde in Dartmouth zeigte die Durchquerung des Roten Meeres als vielfigurige Szene mit ägyptischen Reitern und Fußsoldaten, die von den Wellen umspült werden, und Moses, der in Richtung des gelobten Landes zeigt. Das Gemälde im Meadows Museum zeigte den Triumph des David nach einem Stich von Antonio Tempesta. David reitet mit einem langen Breitschwert auf einem Pferd, während der Kopf des Goliath von einem Soldaten präsentiert wird. Die beiden Tänzerinnen, eine mit einem Tamburin, sind in der Röntgenaufnahme erkennbar. Diese Motive wurden von Juan van der Hamen abermals mit einer Grundierung übermalt, auf die er dann die beiden Landschaften auftrug.
Für die endgültige Bildfassung orientierte sich van der Hamen an Landschaften, wie sie Paul Bril in Rom gemalt hatte und die durch Stiche von Johan Sadeler I. und dessen Familie popularisiert wurden, von denen Juan van der Hamen y León auch einige besaß. Diese zeichneten sich durch eine Zweiteilung aus mit einer nahen Sicht auf einen Waldweg und eine Fernsicht auf einen Fluss, Berge und Gebäude. Juan van der Hamen malte den dunklen Vordergrund mit erdigen Farben, während die Hintergründe mit einem größeren Einsatz von Bleiweiß gemalt wurden. Über die Zeit wurden beide Gemälde durch unsachgemäße Restaurierungen schwer beschädigt. Der Zustand in den 1960er-Jahren, als sie für die amerikanischen Museen erworben wurden, zeigte zu 60 Prozent Übermalungen. Die Erdfarben sind größtenteils verloren gegangen, weshalb nach der Restaurierung die Vordergründe dunkel übermalt wurden, weil die darunter liegende Bildschicht der Historiengemälde durchschien. Die Landschaften im Hintergrund sind jedoch relativ gut erhalten geblieben und konnten wiederhergestellt werden.

Girlande mit Landschaft, Hood Museum
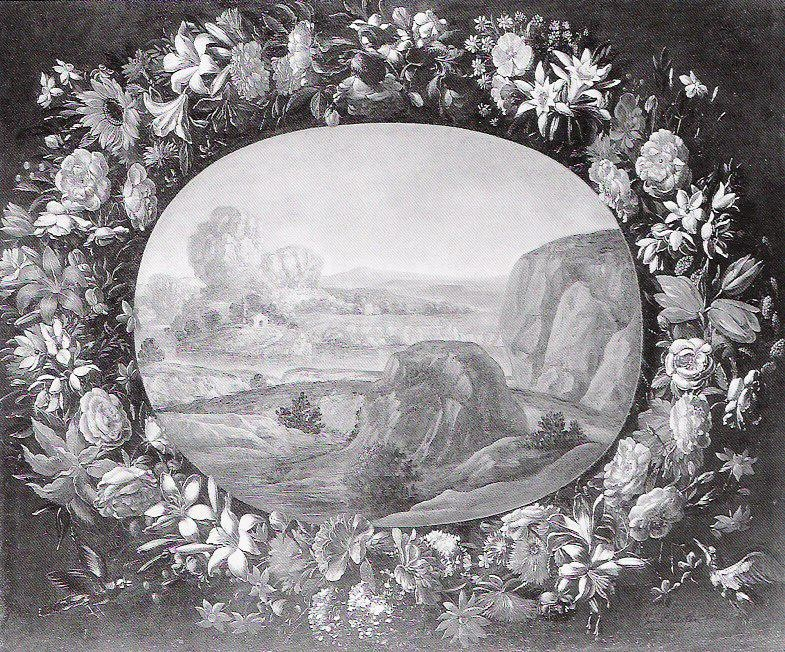
Zustand 1966
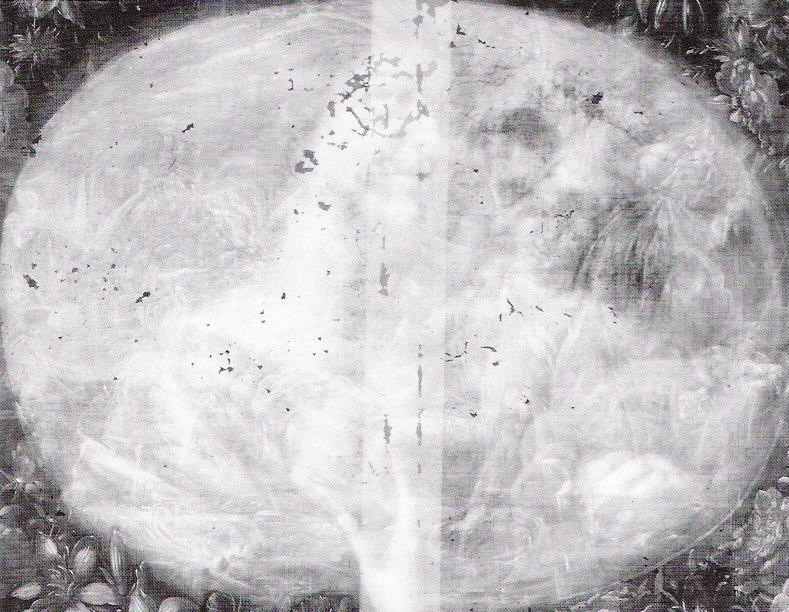
Röntgenaufnahme
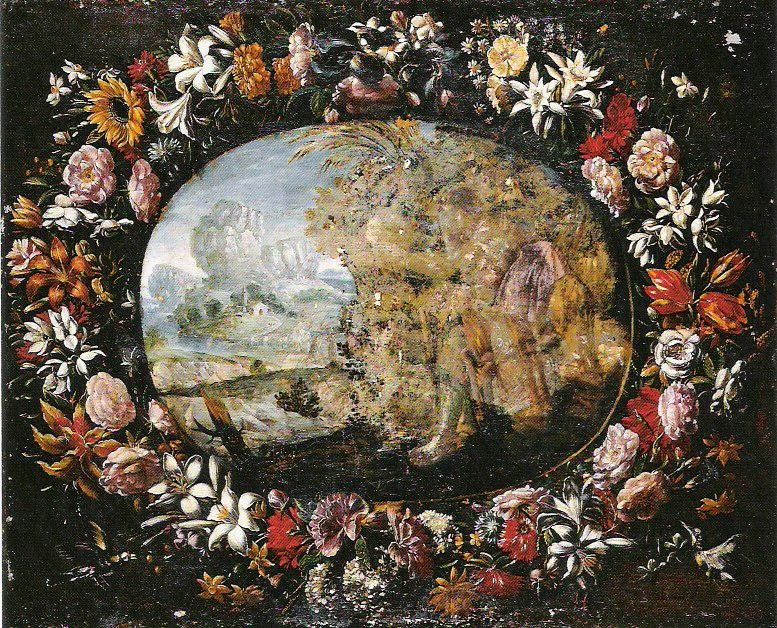
Zustand nach der Restaurierung
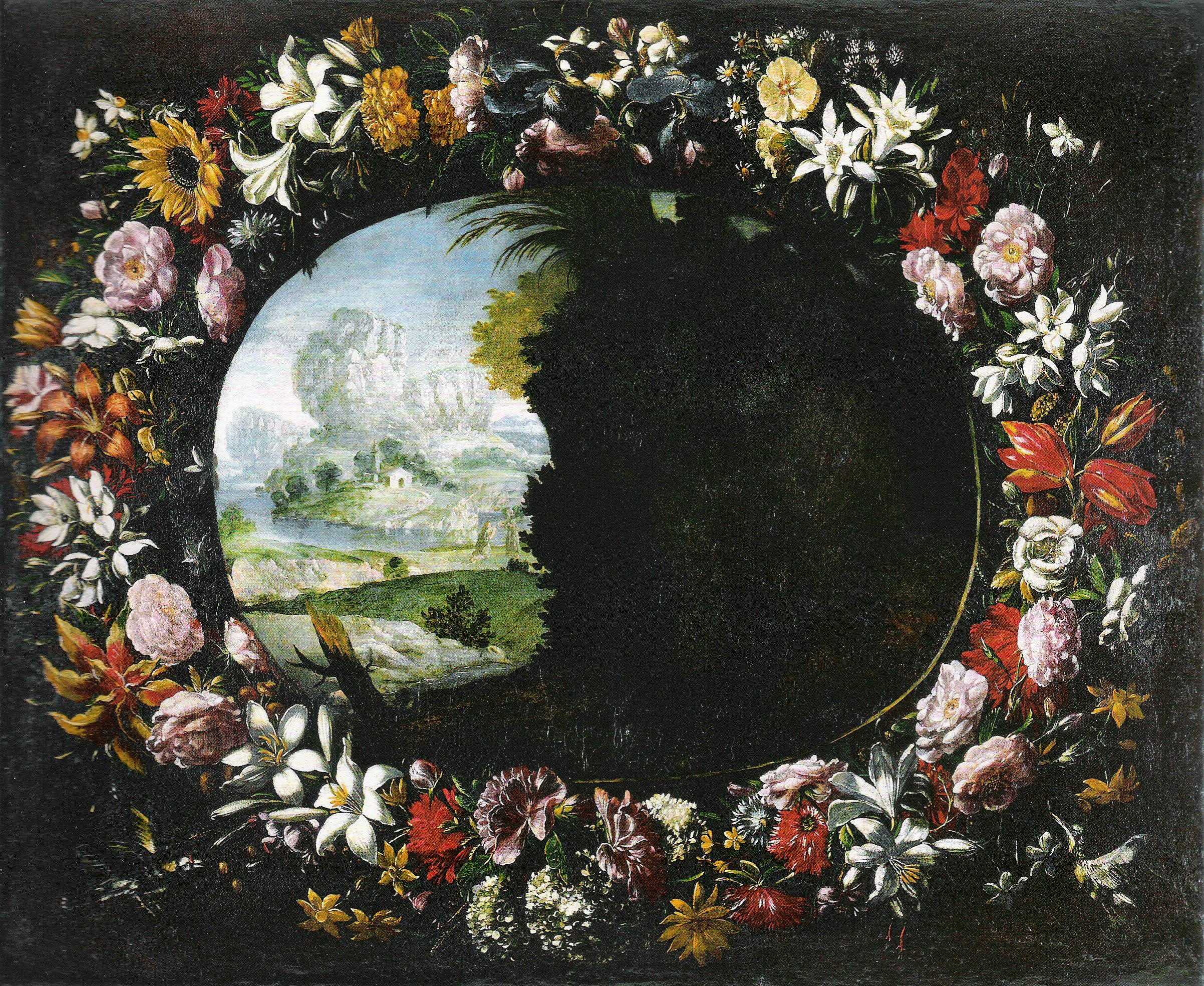
Endgültige restaurierte Fassung

Girlande mit Landschaft, Meadows Museum
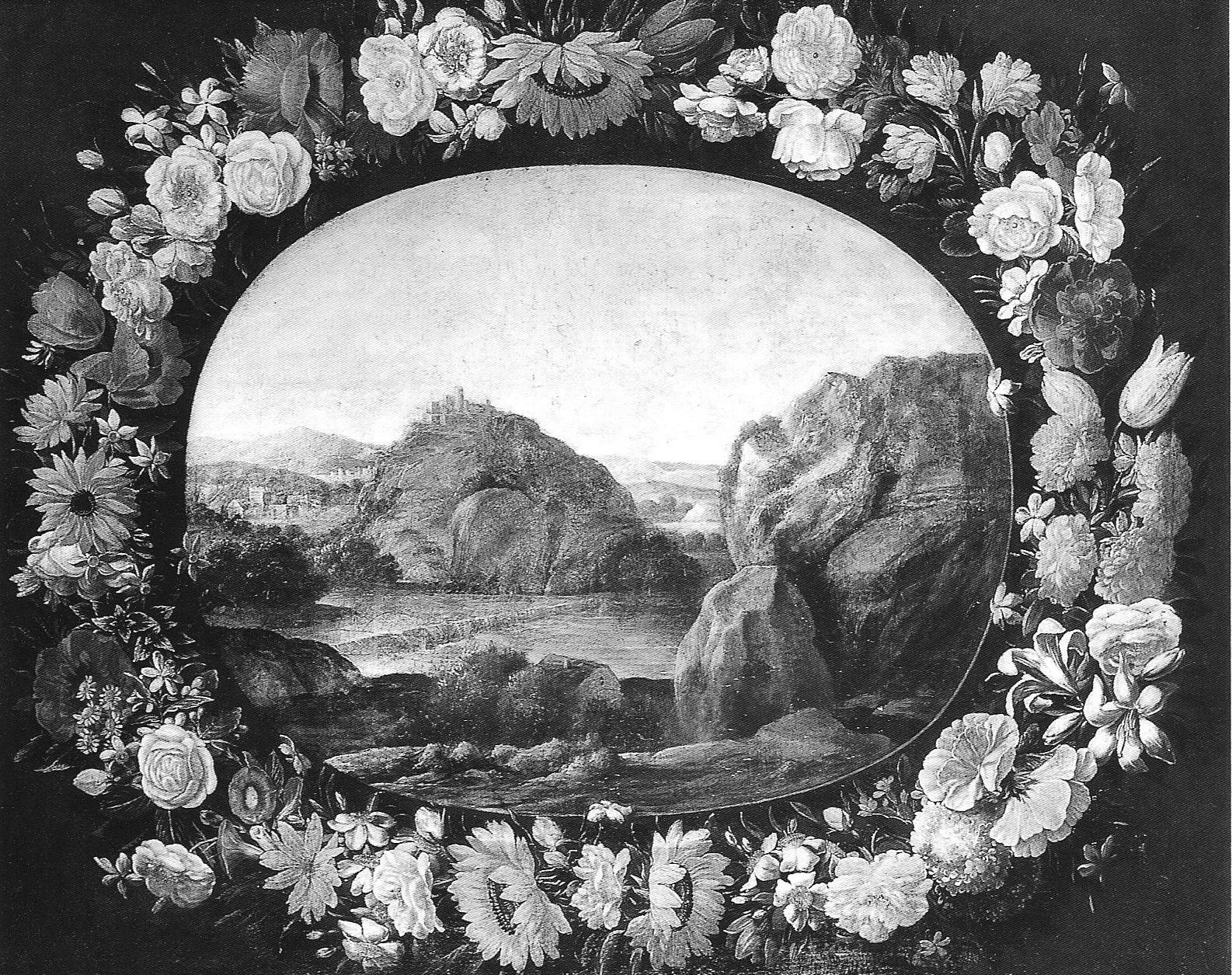
Zustand 1966
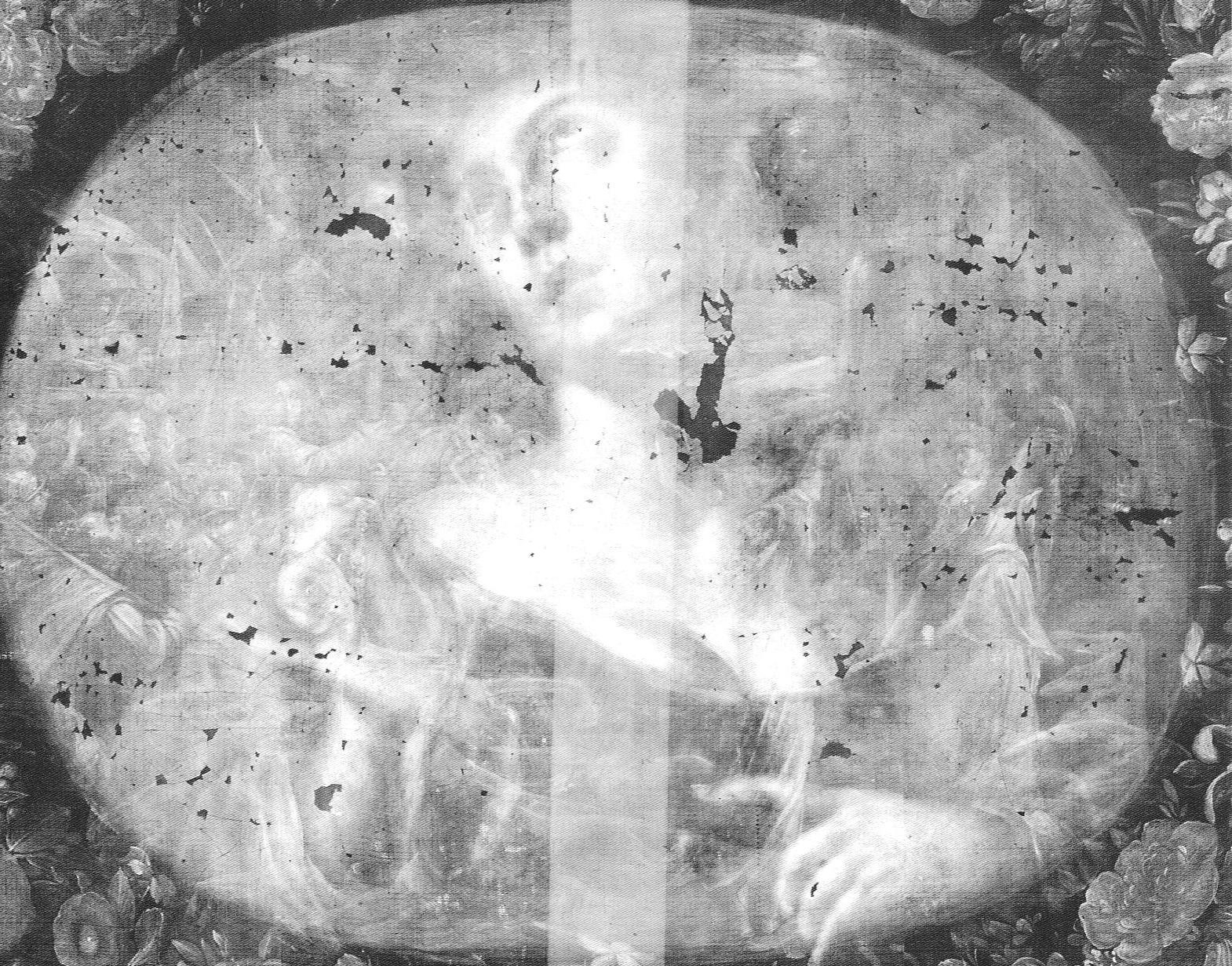
Röntgenaufnahme
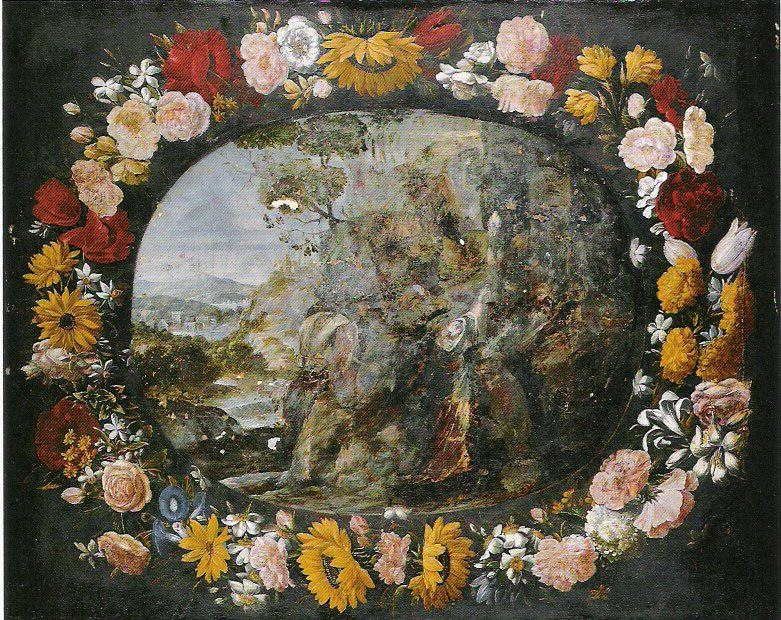
Zustand nach der Restaurierung